# Футбольна асоціація Фінляндії
Футбольна асоціація Фінляндії (фін. Suomen Palloliitto, SPL; швед. Finlands Bollförbund, FBF) — асоціація, що здійснює контроль і управління футболом у Фінляндії. Штаб-квартира розташована у Гельсінкі. Заснована у 1907 році, член ФІФА з 1908 року, а УЄФА з 1954 року. Асоціація організовує діяльність та здійснює керування національними збірними з футболу, включаючи головну національну збірну та жіночу збірну з футболу.
До 1972 року асоціація здійснювала контроль та керувала хокеєм з м’ячем у Фінляндії.